# William Skate
Sir William Jack „Bill“ Skate (* 26. September 1953 in Port Moresby; † 3. Januar 2006 in Brisbane, Australien) war ein papua-neuguineischer Politiker und Staatsmann.

## Leben
Er war Premierminister von 1997 bis 1999 und Sprecher des nationalen Parlamentes von Papua-Neuguinea. Seine Partei, der People’s National Congress (PNC), war Koalitionspartner in der Regierung von Michael Somare.
2005 wurde Skate geadelt. Er gehörte der United Church in Papua New Guinea an.
Er starb an den Folgen eines Schlaganfalls.